# Elecciones municipales de Abancay de 2010
Las elecciones municipales de Abancay de 2010 se llevaron a cabo el 3 de octubre de 2010 para elegir al alcalde y al Concejo Provincial de Abancay para el periodo 2011-2014. La elección se celebró simultáneamente con elecciones regionales y municipales (provinciales y distritales) en todo el Perú.

## Sistema electoral
La Municipalidad Provincial de Abancay es el órgano administrativo y de gobierno de la provincia de Abancay. Está compuesta por el alcalde y el Concejo Provincial.
La votación del alcalde y el concejo se realiza en base al sufragio universal, que comprende a todos los ciudadanos nacionales mayores de dieciocho años, empadronados y residentes en la provincia de Abancay y en pleno goce de sus derechos políticos, así como a los ciudadanos no nacionales residentes y empadronados en la provincia de Abancay.
El Concejo Provincial de Abancay está compuesto por 9 regidores elegidos por sufragio directo para un período de cuatro (4) años, en forma conjunta con la elección del alcalde (quien lo preside). La votación es por lista cerrada y bloqueada. Se asigna a la lista ganadora los escaños según el método d'Hondt o la mitad más uno, lo que más le favorezca.

## Composición del Concejo Provincial de Abancay
La siguiente tabla muestra la composición del Concejo Provincial de Abancay antes de las elecciones.
| Partidos | Partidos                                          | Regidores |
| -------- | ------------------------------------------------- | --------- |
|          | Lista Independiente N° 1 Todos Unidos por Abancay | 7         |
|          | Alianza para el Progreso                          | 2         |
|          | Partido Aprista Peruano                           | 1         |
|          | Unión por el Perú                                 | 1         |

## Partidos y candidatos
A continuación se muestra una lista de los principales partidos y alianzas electorales que participan en las elecciones:
| Candidatura | Candidatura    | Partidos y alianzas                                                             | Candidatos | Candidatos                 | Ideología                                                          | Resultado previo | Resultado previo | Ref. |
| Candidatura | Candidatura    | Partidos y alianzas                                                             | Candidatos | Candidatos                 | Ideología                                                          | Votos (%)        | Reg.             | Ref. |
| ----------- | -------------- | ------------------------------------------------------------------------------- | ---------- | -------------------------- | ------------------------------------------------------------------ | ---------------- | ---------------- | ---- |
|             | APP            | Lista - Alianza para el Progreso (APP)                                          |            | Guido Chahuaylla Maldonado | Liberalismo económico Conservadurismo liberal Populismo de derecha | 19.10%           | 2                |      |
|             | APRA           | Lista - Partido Aprista Peruano (APRA)                                          |            | Lorenzo Rojas Ramírez      | Aprismo                                                            | 11.37%           | 1                |      |
|             | UPP            | Lista - Unión por el Perú (UPP)                                                 |            | Nora Echegaray Peña        | Socialdemocracia Nacionalismo de izquierda                         | 8.75%            | 1                |      |
|             | Llapanchik     | Lista - Frente Popular Llapanchik (Llapanchik)                                  |            | Jorge Ponce Juárez         | Regionalismo apurimeño                                             | 3.25%            | 0                |      |
|             | Kallpa         | Lista - Movimiento Popular Kallpa (Kallpa)                                      |            | Teófilo Cruz Aguilar       | Regionalismo apurimeño                                             | 2.62%            | 0                |      |
|             | MNI            | Lista - Movimiento Nueva Izquierda (MNI)                                        |            | Favio Pozo Zárate          | Marxismo-leninismo Mariateguismo Socialismo democrático            | 2.27%            | 0                |      |
|             | MINKA          | Lista - Movimiento de Integración Kechwa Apurímac (MINKA)                       |            | Rogger Barrios Caballero   | Regionalismo apurimeño                                             | 1.98%            | 0                |      |
|             | PP             | Lista - Perú Posible (PP)                                                       |            | Rosell Chávez Rodríguez    | Socioliberalismo Democracia liberal Tercera vía                    | Nuevo            | Nuevo            |      |
|             | FS             | Lista - Fuerza Social (FS)                                                      |            | Armando Ramírez Ballón     | Socialdemocracia Progresismo                                       | Nuevo            | Nuevo            |      |
|             | F2011          | Lista - Fuerza 2011 (F2011)                                                     |            | Mario Martínez Calderón    | Fujimorismo Conservadurismo social Populismo de derecha            | Nuevo            | Nuevo            |      |
|             | MIR            | Lista - Movimiento de Integración Regional (MIR)                                |            | Edgar Ramírez Tamayo       | Regionalismo apurimeño                                             | Nuevo            | Nuevo            |      |
|             | PPA            | Lista - Poder Popular Andino (PPA)                                              |            | Noé Villavicencio Ampuero  | Regionalismo apurimeño                                             | Nuevo            | Nuevo            |      |
|             | Kaypi Progreso | Lista - Kaypi Progreso (Kaypi Progreso)                                         |            | Román Pinto Gutiérrez      | Regionalismo apurimeño                                             | Nuevo            | Nuevo            |      |
|             | MER            | Lista - Movimiento Etnocacerista Regional Ama Sua, Ama Llulla, Ama Quella (MER) |            | Edgar Ramírez Tamayo       | Regionalismo apurimeño Etnocacerismo                               | Nuevo            | Nuevo            |      |
|             | IND            | Lista - Lista Independiente N° 1 Agrupación por el Desarrollo de Abancay        |            | Aydeé Espinoza Palomino    | Localismo abanquino                                                | Nuevo            | Nuevo            |      |
|             | IND            | Lista - Lista Independiente N° 3 Todos Unidos por Abancay                       |            | José Campos Céspedes       | Localismo abanquino                                                | Nuevo            | Nuevo            |      |

## Resultados

### Sumario general
|                        |                                                                         |              |              |              |           |           |  |  |
| Partidos y coaliciones | Partidos y coaliciones                                                  | Voto popular | Voto popular | Voto popular | Regidores | Regidores |  |  |
| Partidos y coaliciones | Partidos y coaliciones                                                  | Votos        | %            | ±pp          | Total     | +/−       |  |  |
|                        | Poder Popular Andino (PPA)                                              | 15,907       | 36.80        | Nuevo        | 6         | +6        |  |  |
|                        | Lista Independiente N° 3 Todos Unidos por Abancay                       | 11,074       | 25.62        | n/a          | 3         | +3        |  |  |
|                        | Alianza para el Progreso (APP)                                          | 2,967        | 6.86         | –12.24       | 0         | –2        |  |  |
|                        | Movimiento Popular Kallpa (Kallpa)                                      | 2,683        | 6.21         | +3.59        | 0         | ±0        |  |  |
|                        | Movimiento Etnocacerista Regional Ama Sua, Ama Llulla, Ama Quella (MER) | 1,674        | 3.87         | Nuevo        | 0         | ±0        |  |  |
|                        | Fuerza 2011 (F2011)                                                     | 1,632        | 3.78         | Nuevo        | 0         | ±0        |  |  |
|                        | Unión por el Perú (UPP)                                                 | 1,522        | 3.52         | –5.23        | 0         | –1        |  |  |
|                        | Movimiento Nueva Izquierda (MNI)                                        | 1,312        | 3.04         | n/a          | 0         | ±0        |  |  |
|                        | Partido Aprista Peruano (APRA)                                          | 1,276        | 2.95         | –8.42        | 0         | –1        |  |  |
|                        | Frente Popular Llapanchik (Llapanchik)                                  | 764          | 1.77         | –1.48        | 0         | ±0        |  |  |
|                        | Lista Independiente N° 1 Agrupación por el Desarrollo de Abancay        | 713          | 1.65         | n/a          | 0         | ±0        |  |  |
|                        | Perú Posible (PP)                                                       | 582          | 1.35         | n/a          | 0         | ±0        |  |  |
|                        | Movimiento de Integración Regional (MIR)                                | 452          | 1.05         | Nuevo        | 0         | ±0        |  |  |
|                        | Kaypi Progreso (Kaypi Progreso)                                         | 338          | 0.78         | Nuevo        | 0         | ±0        |  |  |
|                        | Movimiento de Integración Kechwa Apurímac (MINKA)                       | 202          | 0.47         | Nuevo        | 0         | ±0        |  |  |
|                        | Fuerza Social (FS)                                                      | 126          | 0.29         | Nuevo        | 0         | ±0        |  |  |
|                        |                                                                         |              |              |              |           |           |  |  |
| Total                  | Total                                                                   | 43,224       |              |              | 9         | –2        |  |  |
|                        |                                                                         |              |              |              |           |           |  |  |
| Votos válidos          | Votos válidos                                                           | 43,224       | 84.42        | +1.10        |           |           |  |  |
| Votos en blanco        | Votos en blanco                                                         | 3,719        | 7.26         | –0.98        |           |           |  |  |
| Votos nulos            | Votos nulos                                                             | 4,257        | 8.31         | –0.12        |           |           |  |  |
| Votos emitidos         | Votos emitidos                                                          | 51,200       | 83.56        | –1.13        |           |           |  |  |
| Abstenciones           | Abstenciones                                                            | 10,077       | 16.44        | +1.13        |           |           |  |  |
| Votantes registrados   | Votantes registrados                                                    | 61,277       |              |              |           |           |  |  |
|                        |                                                                         |              |              |              |           |           |  |  |
| Fuente:                |                                                                         |              |              |              |           |           |  |  |

### Concejo Provincial de Abancay
| Cargo                          | Autoridad electa          | Partido político | Partido político                                  |
| ------------------------------ | ------------------------- | ---------------- | ------------------------------------------------- |
| Alcalde Provincial de Abancay  | Noé Villavicencio Ampuero |                  | Poder Popular Andino                              |
| Regidor Provincial de Abancay  | Rubén Carrión Soria       |                  | Poder Popular Andino                              |
| Regidor Provincial de Abancay  | Danilo Luna Valer         |                  | Poder Popular Andino                              |
| Regidora Provincial de Abancay | Iris Soria Gutiérrez      |                  | Poder Popular Andino                              |
| Regidor Provincial de Abancay  | Edwin Cáceres Cervantes   |                  | Poder Popular Andino                              |
| Regidor Provincial de Abancay  | Robert Hurtado Huayta     |                  | Poder Popular Andino                              |
| Regidor Provincial de Abancay  | Danny Paira Céspedes      |                  | Poder Popular Andino                              |
| Regidor Provincial de Abancay  | John Váscones Soria       |                  | Lista Independiente N° 3 Todos Unidos por Abancay |
| Regidor Provincial de Abancay  | Marco Morales Holguín     |                  | Lista Independiente N° 3 Todos Unidos por Abancay |
| Regidor Provincial de Abancay  | José Cornelio Montaño     |                  | Lista Independiente N° 3 Todos Unidos por Abancay |

## Elecciones municipales distritales

### Sumario general
|                      | Poder Popular Andino (PPA)                                              | 5,676  | 32.42 | Nuevo  | 4 | +4 |  |  |
|                      | Movimiento Popular Kallpa (Kallpa)                                      | 2,294  | 13.10 | +10.84 | 2 | +2 |  |  |
|                      | Alianza para el Progreso (APP)                                          | 2,266  | 12.94 | +2.17  | 0 | –2 |  |  |
|                      | Lista Independiente N° 3 Todos Unidos por Abancay                       | 2,003  | 11.44 | n/a    | 0 | ±0 |  |  |
|                      | Unión por el Perú (UPP)                                                 | 1,416  | 8.09  | –11.80 | 0 | –2 |  |  |
|                      | Movimiento Independiente Regional Apurímac Unido (APU)                  | 1,123  | 6.41  | Nuevo  | 1 | +1 |  |  |
|                      | Frente Popular Llapanchik (Llapanchik)                                  | 640    | 3.66  | +0.18  | 1 | ±0 |  |  |
|                      | Partido Aprista Peruano (APRA)                                          | 584    | 3.34  | –5.02  | 0 | ±0 |  |  |
|                      | Movimiento Nueva Izquierda (MNI)                                        | 577    | 3.30  | n/a    | 0 | ±0 |  |  |
|                      | Fuerza 2011 (F2011)                                                     | 378    | 2.16  | Nuevo  | 0 | ±0 |  |  |
|                      | Movimiento Etnocacerista Regional Ama Sua, Ama Llulla, Ama Quella (MER) | 199    | 1.14  | Nuevo  | 0 | ±0 |  |  |
|                      | Perú Posible (PP)                                                       | 190    | 1.09  | n/a    | 0 | ±0 |  |  |
|                      | Movimiento Macroregional Todas las Sangres (Todas las Sangres)          | 126    | 0.72  | n/a    | 0 | ±0 |  |  |
|                      | Partido Popular Cristiano (PPC)                                         | 34     | 0.19  | n/a    | 0 | ±0 |  |  |
|                      | Movimiento de Integración Kechwa Apurímac (MINKA)                       | 2      | 0.01  | –2.28  | 0 | ±0 |  |  |
|                      |                                                                         |        |       |        |   |    |  |  |
| Total                | Total                                                                   | 17,508 |       |        | 8 | ±0 |  |  |
|                      |                                                                         |        |       |        |   |    |  |  |
| Votos válidos        | Votos válidos                                                           | 17,508 | 79.80 | –1.10  |   |    |  |  |
| Votos en blanco      | Votos en blanco                                                         | 2,308  | 10.52 | –1.32  |   |    |  |  |
| Votos nulos          | Votos nulos                                                             | 2,125  | 9.69  | +2.43  |   |    |  |  |
| Votos emitidos       | Votos emitidos                                                          | 21,941 | 85.65 | –2.13  |   |    |  |  |
| Abstenciones         | Abstenciones                                                            | 3,677  | 14.35 | +2.13  |   |    |  |  |
| Votantes registrados | Votantes registrados                                                    | 25,618 |       |        |   |    |  |  |
|                      |                                                                         |        |       |        |   |    |  |  |
| Fuente:              |                                                                         |        |       |        |   |    |  |  |

### Resultados por distrito
La siguiente tabla enumera el control de los distritos de la provincia de Abancay. El cambio de mando de una organización política se resalta del color de ese partido.
| Distrito             | Alcalde(sa) titular       | Partido político | Partido político          | Alcalde(sa) electo(a)     | Partido político | Partido político          |
| -------------------- | ------------------------- | ---------------- | ------------------------- | ------------------------- | ---------------- | ------------------------- |
| Chacoche             | Martín Puma Cayllahua     |                  | Frente Popular Llapanchik | Carlos Utani Castillo     |                  | Movimiento Popular Kallpa |
| Circa                | Asunto Montoya Juro       |                  | Alianza para el Progreso  | Rubén Cerro Pérez         |                  | Poder Popular Andino      |
| Curahuasi            | Danilo Valenza Calvo      |                  | Unión por el Perú         | Guillermo Vergara Abarca  |                  | Poder Popular Andino      |
| Huanipaca            | José Chacón Vargas        |                  | Restauración Nacional     | Ramiro Márquez Ticona     |                  | Poder Popular Andino      |
| Lambrama             | Hilario Saldivar Taipe    |                  | Todos Unidos por Abancay  | Carlos Flores Chipana     |                  | Poder Popular Andino      |
| Pichirhua            | Marcelino Montes Aguilar  |                  | Alianza para el Progreso  | Rudyar Contreras Raya     |                  | Frente Popular Llapanchik |
| San Pedro de Cachora | Huber Cuaresma Espinoza   |                  | Todos Unidos por Abancay  | Félix Valer Ayquipa       |                  | Movimiento Popular Kallpa |
| Tamburco             | Fernando Zúñiga Gutiérrez |                  | Fuerza Democrática        | Fernando Zúñiga Gutiérrez |                  | Apurímac Unido            |